# Xavi Simons
Xavier Quentin Shay Simons (Amesterdã, 21 de abril de 2003) é um futebolista neerlandês que atua como meio-campista. Atualmente joga no RB Leipzig.
Seu nome é em homenagem a Xavi Hernández, ídolo do Barcelona, de quem seu pai era um grande fã.

## Carreira

### Início no CD Thader
Nascido em Amesterdã, capital dos Países Baixos, Xavi se mudou para Espanha aos três anos de idade, e com seis, ingressou nas categorias de base do CD Tháder, um clube do município de Rojales. Porém, diferente dos outros meninos, o neerlandês se desenvolveu mais rápido e acabou chamando a atenção de outros clubes maiores, como o Villarreal.

### Barcelona
Após o destaque no modesto Thader, Simons foi contratado pelo Barcelona aos sete anos de idade. Desde seu ingresso na La Masia, Simons foi considerado um talento da base, não só dentro, como fora de campo. Com apenas 14 anos, bateu a marca de um milhão de seguidores no Instagram, foi por quatro vezes seguidas eleito o melhor em sua categoria nas ligas juvenis e ainda faturou quatro Youth Ballon D'or, além de sempre ser observado de perto por times como o Chelsea e Manchester United, desde a sua chegada ao Barcelona.
Na temporada 2016–17, integrou a equipe blaugrana Sub-15 que venceu todos os 25 jogos que disputou. O time catalão, que marcou incríveis 164 gols e sofreu apenas 14, teve Simons como grande destaque e melhor jogador.

### Paris Saint-Germain

#### 2019–20

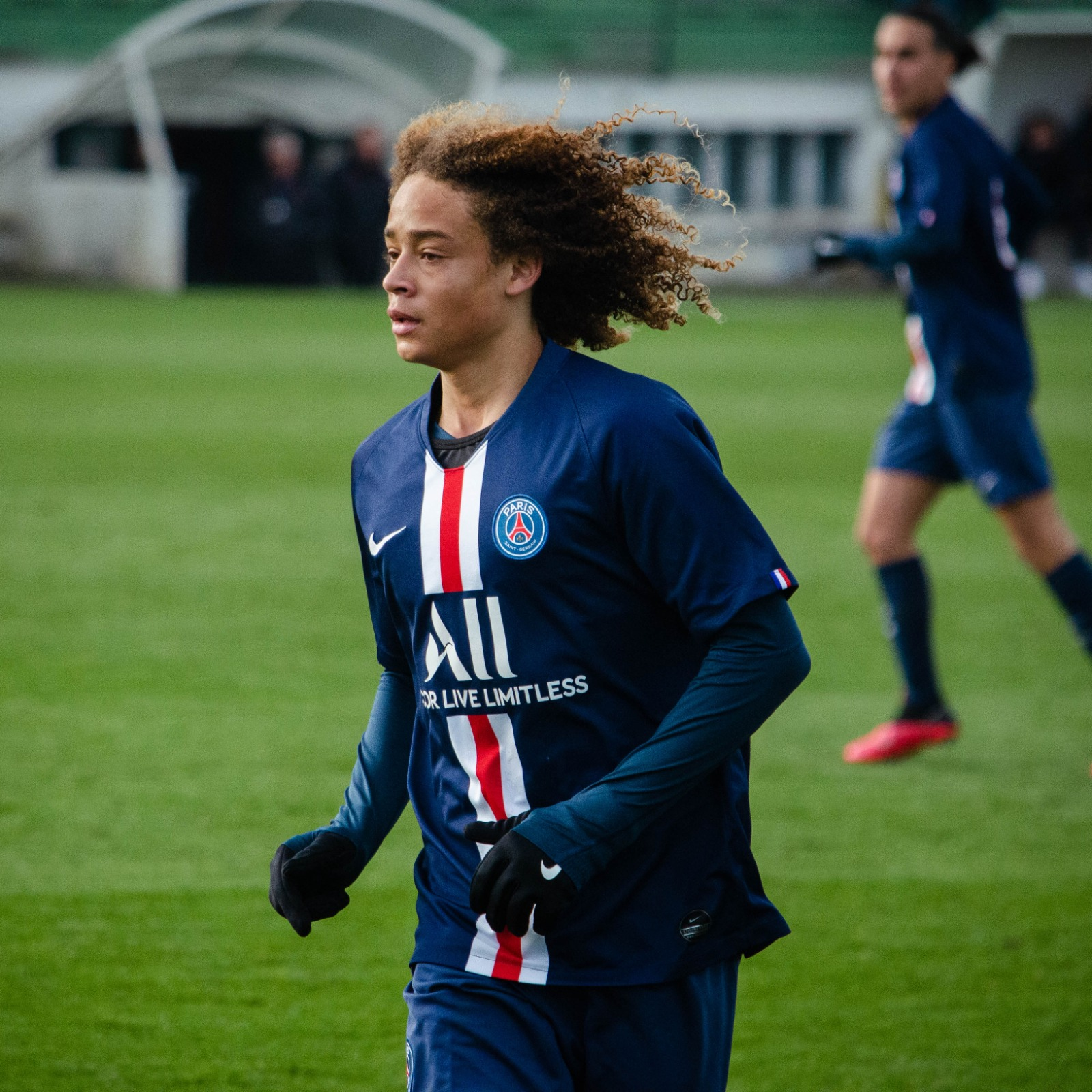
Xavi em 2020 pelo PSG.

Em 23 de julho de 2019, após não chegar em um acordo com o Barcelona para renovação de seu contrato, Simons foi contratado pelo Paris Saint-Germain. O jovem chegou a recusar um proposta de 200 mil euros por ano do clube catalão, valor altíssimo para jogadores de base, que incluía até uma cláusula bônus quando estreasse pelo Barcelona B.
Assim, assinou seu primeiro contrato profissional com o clube parisiense válido até 30 de junho 2022, e com um salário de 1 milhão de euros. O Barcelona só recebeu 130 mil euros (R$ 545 mil) em direitos de desenvolvimento, já que o contrato de Simons com clube expiração em junho. Sua saída se deu também por Simons já não ser considerado a grande estrela para o futuro nos últimos tempos, devido ao sucesso da também promessa Ilaix Moriba, que, com a mesma idade de Simons, era um dos jogadores mais bem pagos da base.
Ainda em 2019, foi chamado junto com alguns companheiros de Sub-19, pelo então técnico do PSG, Thomas Tuchel, para treinar com os profissionais devido aos problemas com alguns jogadores por causa de lesões e convocações à Seleções. No entanto, Simons não chegou a atuar.

#### 2020–21

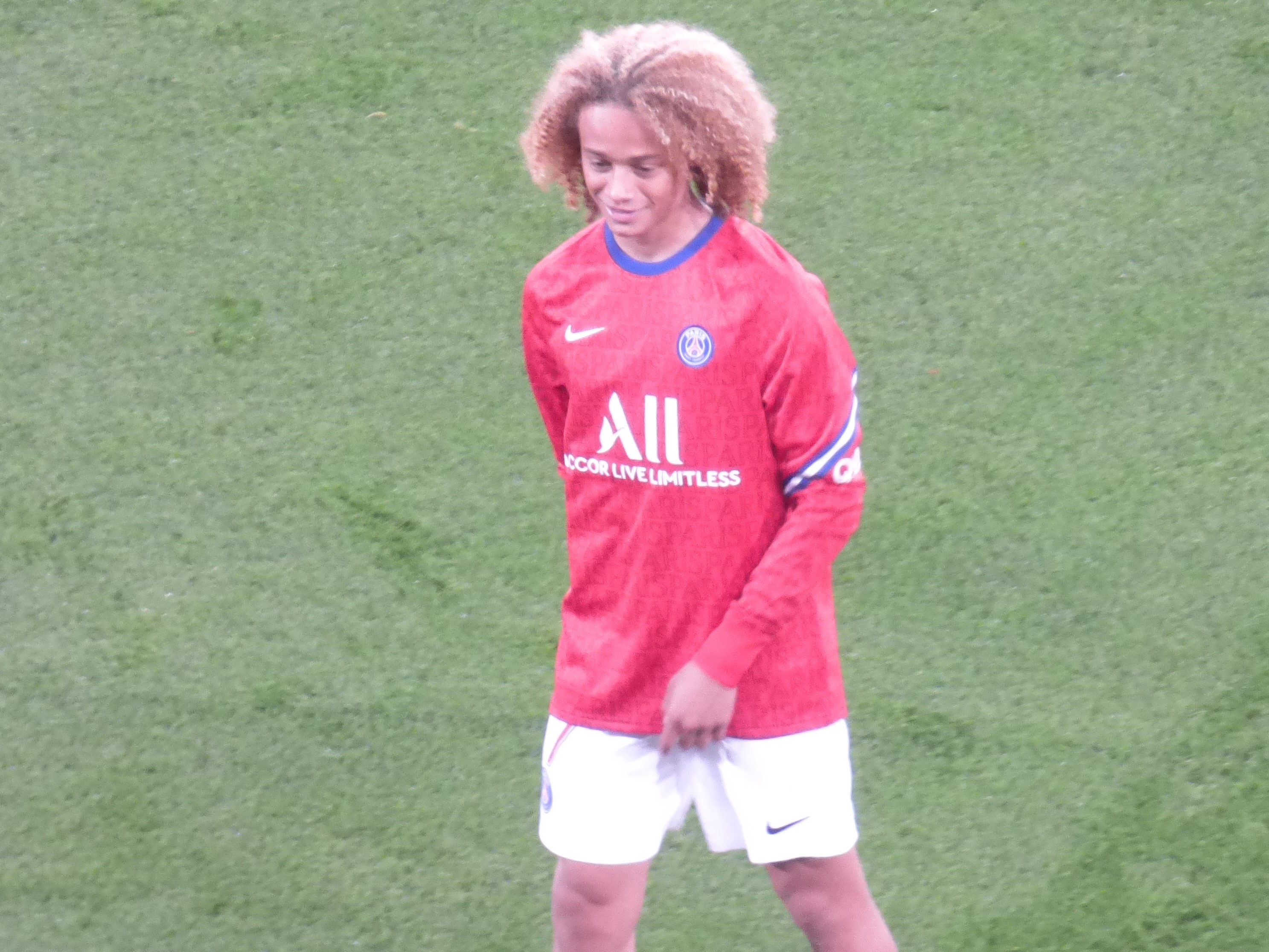
Simons pelo Paris Saint-Germain em 2020, antes de uma partida contra o Lens.

Em março de 2020, o neerlandês foi nomeado pelo "NxGn 2020", do site Goal, como uma das 50 melhores jovem promessas do mundo. Também foi incluído no "Next Generation 2020: 60 of the best young talents in world football" do The Guardian, em outubro. No dia 10 de setembro, foi relacionado para o duelo contra o Lens, jogo da segunda rodada da Ligue 1 que estava atrasado devido à pandemia de COVID-19, por causa de sete jogadores do PSG estarem infectados com o novo coronavírus. No entanto, não atuou na partida.
Realizou sua estreia profissional pelo PSG no dia 10 de fevereiro de 2021, substituindo Julian Draxler numa vitória por 1 a 0 contra o Caen, válida pela Copa da França.

#### 2021–22
Em 31 de janeiro, acabou perdendo o pênalti que eliminou o PSG das oitavas de final da Copa da França para o Nice, por 6 a 5, após um empate sem gols no tempo normal. Após poucos minutos recebidos no clube parisiense, Simons optou por recusar uma renovação de contrato e resolveu sair do clube em junho. Ao todo, atuou em apenas 11 partidas.

### PSV Eindhoven
No dia 27 de junho de 2022, Xavi foi anunciado como reforço do PSV Eindhoven, assinando contrato até 2027.

### Retorno ao PSG e RB Leipzig

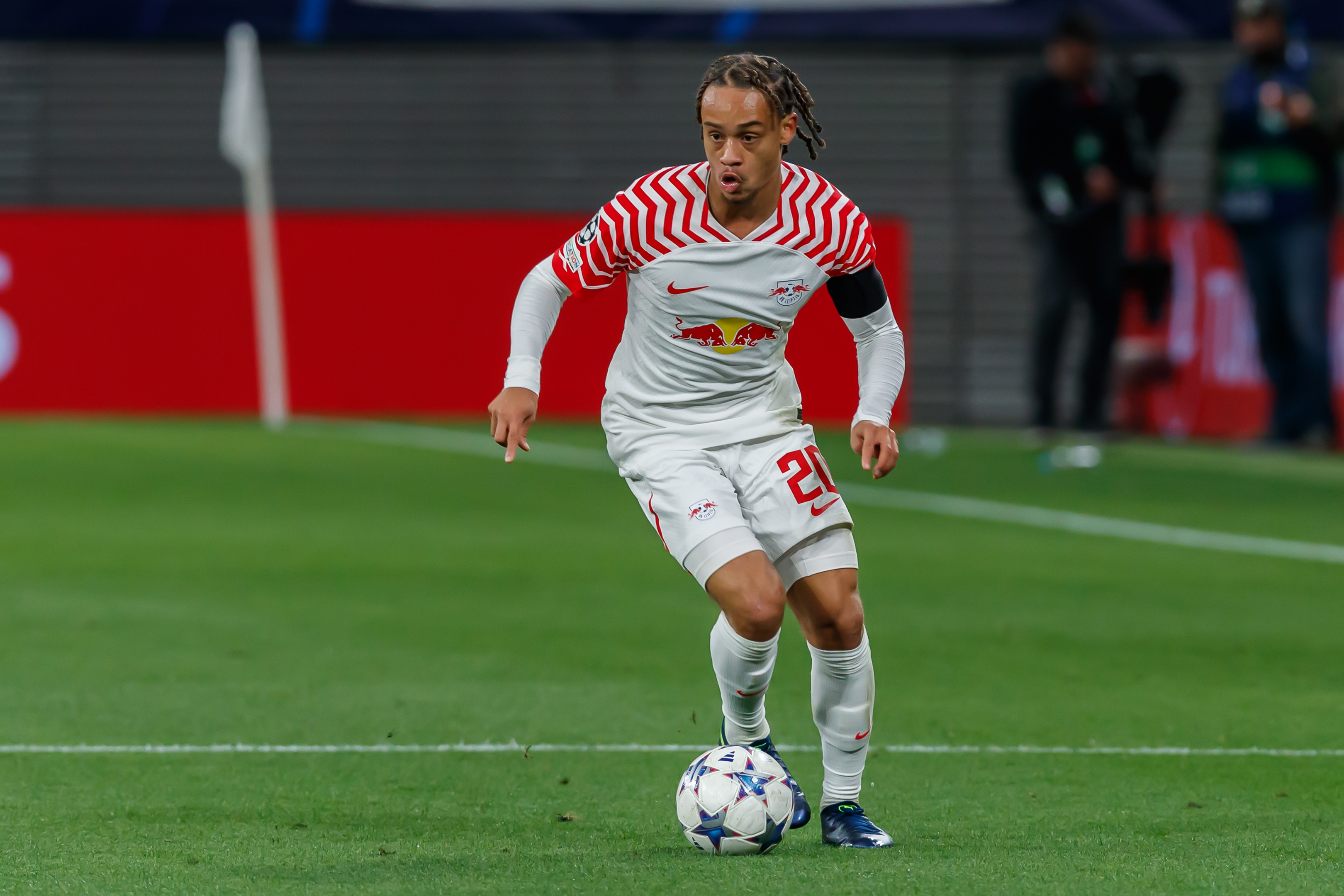
Xavi atuado pelo RB Leipzig.

Após ter o seu retorno confirmado pelo Paris Saint-Germain no dia 16 de julho de 2023, apenas uma temporada depois de ser vendido, Simons foi anunciado pelo RB Leipzig no dia 19 de julho, assinando por empréstimo até 2024.
O meia estreou pela equipe no dia 12 de agosto, sendo titular e tendo boa atuação numa vitória por 3 a 0 contra o Bayern de Munique, na Allianz Arena. Com o triunfo, o Leipzig iniciou a temporada conquistando a Supercopa da Alemanha. No dia 5 de agosto de 2024, seu empréstimo ao RB Leipzig foi prorrogado para mais uma temporada.
No dia 30 de janeiro de 2025, o RB Leipzig acertou a compra, em definitivo, de Xavi Simons. O holandês assina com o clube alemão até 2027. A equipe alemã vai pagar cerca de 81 milhões de euros (R$ 500 milhões) para o time parisiense, somando metas e bônus.

## Seleção Nacional

### Base
Realizou sua estreia pela Seleção Neerlandesa Sub-15 no dia 15 de fevereiro de 2018, numa vitória por 2 a 0 sobre a Itália. O jovem teve boa atuação na partida, abrindo o placar e marcando seu primeiro gol pela Laranja.

### Principal
Em 21 de outubro de 2022, Simons entrou na lista dos pré-convocados dos Países Baixos para disputar a Copa do Mundo FIFA de 2022. Algumas semanas depois, esteve na lista dos 26 convocados por Louis van Gaal para disputar o torneio. O meia estreou pela Seleção Neerlandesa no dia 3 de dezembro, numa vitória por 3 a 1 contra os Estados Unidos, em jogo válido pelas oitavas de final da Copa do Mundo.
Após o Mundial, foi convocado por Ronald Koeman para dois jogos contra Gilbatrar e França, ambos válidos pelas Eliminatórias da Euro 2024. O jogador voltou a ser chamado para disputar a semifinal da Liga das Nações da UEFA, sendo titular numa derrota por 4 a 2 contra a Cróacia. Logo após essa partida, atuou na disputa pelo 3º lugar contra a Itália, mas não conseguiu evitar a derrota por 3 a 2.

## Estilo de jogo
Fã assumido e tendo como ídolo Xavi, lenda do Barcelona e o qual leva o nome, é descrito como um jogador inteligente, tendo ótima visão de jogo e com bom passe, além de ser líder nato, fazendo jus a atribuição na época em que esteve no Barcelona, sendo capitão de todas categorias que atuou, além de vários prêmios individuais, sendo ganhando o apelido de "Golden Curls" (referência ao personagem Cachinhos Dourados), sendo também comparado com Carlos Valderrama por causa de seu jogo, aparência e estilo.

## Estatísticas
Atualizadas até 3 de abril de 2022

### Clubes
| Equipe              | Temporada         | Campeonato nacional | Campeonato nacional | Campeonato nacional | Copa nacional[a] | Copa nacional[a] | Copa nacional[a] | Competições continentais[b] | Competições continentais[b] | Competições continentais[b] | Outros torneios[c] | Outros torneios[c] | Outros torneios[c] | Total | Total | Total   |
| Equipe              | Temporada         | Jogos               | Gols                | Assist.             | Jogos            | Gols             | Assist.          | Jogos                       | Gols                        | Assist.                     | Jogos              | Gols               | Assist.            | Jogos | Gols  | Assist. |
| ------------------- | ----------------- | ------------------- | ------------------- | ------------------- | ---------------- | ---------------- | ---------------- | --------------------------- | --------------------------- | --------------------------- | ------------------ | ------------------ | ------------------ | ----- | ----- | ------- |
| Paris Saint-Germain | 2020–21           | 1                   | 0                   | 0                   | 1                | 0                | 0                | —                           | —                           | —                           | —                  | —                  | —                  | 2     | 0     | 0       |
| Paris Saint-Germain | 2021–22           | 6                   | 0                   | 0                   | 3                | 0                | 1                | 0                           | 0                           | 0                           | —                  | —                  | —                  | 9     | 0     | 1       |
| Paris Saint-Germain | Total             | 7                   | 0                   | 0                   | 4                | 0                | 1                | 0                           | 0                           | 0                           | 0                  | 0                  | 0                  | 11    | 0     | 1       |
| PSV Eindhoven       | 2022–23           | 34                  | 19                  | 8                   | 2                | 1                | 0                | 9                           | 1                           | 1                           | 1                  | 1                  | 0                  | 46    | 22    | 9       |
| PSV Eindhoven       | Total             | 34                  | 19                  | 8                   | 2                | 1                | 0                | 9                           | 1                           | 1                           | 1                  | 1                  | 0                  | 46    | 22    | 9       |
| Total na carreira   | Total na carreira | 41                  | 19                  | 8                   | 6                | 1                | 1                | 9                           | 1                           | 1                           | 1                  | 1                  | 0                  | 57    | 22    | 10      |

- a. ^ Jogos da Copa da França e Copa dos Países Baixos
- b. ^ Jogos da Liga dos Campeões da UEFA e Liga Europa da UEFA
- c. ^ Jogos da Supercopa dos Países Baixos e Amistosos

### Seleção Neerlandesa
| Ano   | Jogos | Gols | Assist. |
| ----- | ----- | ---- | ------- |
| 2022  | 1     | 0    | 0       |
| 2023  | 4     | 0    | 0       |
| Total | 5     | 0    | 0       |

## Títulos
Paris Saint-Germain
- Copa da França: 2020–21
- Ligue 1: 2021–22

PSV Eindhoven
- Supercopa dos Países Baixos: 2022
- Copa dos Países Baixos: 2022–23

RB Leipzig
- Supercopa da Alemanha: 2023

### Prêmios Individuais
- 50 melhores revelações do futebol mundial em 2021: 45° lugar (NXGN)
- 60 jovens promessas do futebol mundial de 2020 (The Guardian)
- Jogador do mês da Eredivisie: agosto de 2022 e março de 2023
- Artilheiro da Eredivisie de 2022–23 (19 gols)

## Vida pessoal
Xavi Simons nasceu em Amsterdam, nos Países Baixos, e é filho de Peggy Simons e do ex-jogador de futebol holandês Regillio Simons, que é descendente de surinameses. O irmão mais velho de Xavi, Faustino (nascido em 1996), que também jogou futebol, compartilha o mesmo aniversário que ele.
Aos três anos de idade, mudou-se com a família para uma vila perto de Alicante, Espanha, onde começou a jogar futebol no Club Deportivo Thader, um clube local.